# Eupelmus bimaculatus
Eupelmus bimaculatus is een vliesvleugelig insect uit de familie Eupelmidae. De wetenschappelijke naam is voor het eerst geldig gepubliceerd in 1884 door Cameron.